# 童增
童增（1956年—）祖籍湖北黄陂，生于重庆。保钓运动人士。中国民间对日索赔第一人。

## 生平
童增，男，1956年出生于中国重庆一个世代书香家庭，祖上有数人参加过辛亥革命，其中三人参加过武昌起义。1982年，童增毕业于四川大学经济系，1986年考入北京大学法律系攻读国际法硕士。毕业后，童增最初在一所学校任教，后来担任中国老龄科研中心副研究员。中国民间对日索赔会会长，中国民间保钓联合会会长，中国宋庆龄基金会理事，中祥投资有限公司董事长。
童增是“中国民间对日索赔第一人”。1990年，童增发表万言书——《中国要求日本受害赔偿刻不容缓》，首次将“战争赔偿”与“民间赔偿”区分开来，首创性地提出“中国民间二战受害者有向日本政府和企业进行索赔的权利”，奠定了中国民间对日索赔的法理基础，率先发起并启动了中国民间对日索赔的世纪大潮；随后遭到打压，被所在单位辞退，他遂辞去公职，下海成立自己的公司，从事经商活动，并为保钓人士提供支持。中国内地首位出海保钓人士张立昆曾在童增的公司任职；冯锦华从日本回国后的最初数年，也在童增的公司任职。
1991年两会期间，童增上书全国人大，要求向日本索赔1800亿美元；
1992年3月，在七届全国人大五次会议上，《关于向日本国索取受害赔偿的议案》在38名人大代表的签名提议下，被正式列入大会第七号议案；
1992年5月，童增致信日本天皇，要求返还被日军掠夺、现藏在日本皇室的中国文物；
1992年8月7日，童增将七个中国慰安妇的索赔材料递交日本驻华使馆，由日使馆人员光冈签收；此后童增再次向日本驻华使馆递交索赔书。几年间，童增陆续收到上万封受害者来信，并有许多受害者从全国各地到北京向他寻求帮助；
1994年，日本律师小野寺利孝来访，与童增签署委托代理协议，以日本民主法律家协会所属律师为主体所组成的访华法律调查团，开始向中国二战受害者听取事实、调查取证，从而拉开了中国民间对日索赔在日诉讼的大幕。这段时间里，童增积极参与对日索赔诉讼的相关活动，成为中国大陆和港台媒体追踪的焦点，并被媒体盛赞为“中国民间对日索赔的先行者、奠基人”；。

1996年，童增组织中国各地的保钓志愿者赴澳门参加华人联合保钓运动，但行动最后未能成功。1996年9月1日，中国内地的童增、李定国等257名民间人士联名发表公开信，抗议日本侵占中国领土钓鱼岛。同年9月8日，童增、李定国等17名民间人士在北京发表声明，宣布成立“中国民间保钓联合会”。2003年12月27日，中国民间保钓联合会（筹）在厦门正式成立，童增被推为会长，冯锦华、张立昆、李南、卢云飞、虞海泽等当选为常务会员。
1998年3月，童增对由美国国家健康研究所出资、杜克大学和欧洲部分研究机构参与、中国部分机构协助的“中国长寿老人健康调查培训活动”的采血行为提出质疑：“这是在猎取中国的基因资源！”。他一方面向有关部门反映情况，一方面通过媒体呼吁。最终，已经采到的4000份血样被中国政府主管部门下令封存，不许出境；
2003年，童增赴日本扎幌法院出庭，为中国劳工受害者作证。
2004年，童增成功策划大陆保钓人士登上钓鱼岛。
2003年10月起，童增在《最后一道防线》一书中提到“SARS是美国针对中国人的基因武器”，并指出美国在内的各国研究团队掠夺了大量的中国人的基因信息，足以制造出针对中国人的基因武器
2005年3月17日，童增受邀赴日与日本右翼分子辩论，后因各种原因未能成行；
2005年3月27日，童增以“一个中国公民”的名义，致信时任联合国秘书长安南，反对日本成为联合国安理会常任理事国；
2005年6月1日，童增提出“日本政府对华贷款作为中国战争受害者赔偿金符合国际法”的观点，引起社会各界的广泛关注；
2006年12月，中国民间对日索赔联合会成立，童增任会长，大批老将军、老部长及一些开国元勋子女担任顾问；
2009年，童增经胡启立、王照华推荐，童增任中国宋庆龄基金会理事；
2009年9月，童增任四川大学经济发展研究院常务理事；
2011年6月18日，童增与中国海监总队、中国海洋摄影协会合作，在山东威海举办《大海，我的故乡——海洋国土摄影作品展》，向社会传达他从致力保钓到放眼广袤海洋国土的无限忧思；
2011年8月4日，童增先生在北京向赴方正县怒砸日碑五壮士进行了褒奖。 
2012年7月，童增以他名下的一家投资公司正式向国家海洋局海岛管理办公室提出申请，希望租用钓鱼岛及附属岛屿进行旅游开发，受到国内外广泛关注。 
2012年8月28日，童增代表中国民间保钓联合会授予随香港保钓船“启丰二号”登上钓鱼岛的大陆保钓人士方晓松“保钓英雄”称号。 
2012年12月1日“开罗宣言”纪念日，童增和香港爱国人士钟惠明先生、港籍全国人大代表蔡素玉女士共同倡导和策划由惠明基金会出资百万的爱国保钓广告。在美国《纽约时报》和英国《泰晤士报》同时整版登出，反响极大。
2012年12月19日童增代表中国民间保钓联合会对刘培温徒步3000公里，穿越100多个城市，历时108天宣传保钓的行动，特授予“保钓志士”的称号。
2012年底，童增个人腾讯微博开通半年，粉丝达百万人，备受网民及海内外新闻媒体密切关注。
2013年8月15日童增倡导由中国民间对日索赔联合会、中华社会救助基金会和腾讯微博共同为日本侵华战争受害者发起捐助活动 
2013年12月13日南京大屠杀76周年纪念日，当天童增在媒体上再次呼吁把日本告上中国法庭。  
2014年7月13日河北省丰润县潘家峪村村民委员会委托中国民间对日索赔联合会全权代理“潘家峪惨案”受害者遗属，向中国法院起诉日本政府。 
2014年10月26中国民间对日索赔联合会受中国被掳往日本劳工联谊会的委托，致函日本三菱，要求承认二战期间日本三菱对中国被掳劳工的加害事实，公开向受害者谢罪，并对受害者或者遗属赔偿。 
2014年12月13日在南京大屠杀死难者国家公祭日即将到来之际，中国民间对日索赔联合会通过日本驻华大使木寺昌人，致函日本政府及日本首相安倍晋三，“严正要求日本政府向被日军杀害的南京30万亡灵谢罪！向二战期间被日军屠杀的所有中国人谢罪！为因日本入侵中国带给中国人民的深重灾难谢罪”！12月7日，联合会向媒体公布了信函内容。 
2014年12月22日由中国民间对日索赔联合会撰写，信里要求日本天皇明仁归还中国的国宝——中华唐鸿胪井刻石。 
2015年7月1日童增致函联合国教科文组织，反对日本将“明治工业革命遗址”申请为世界遗产。  